# Palais inférieur

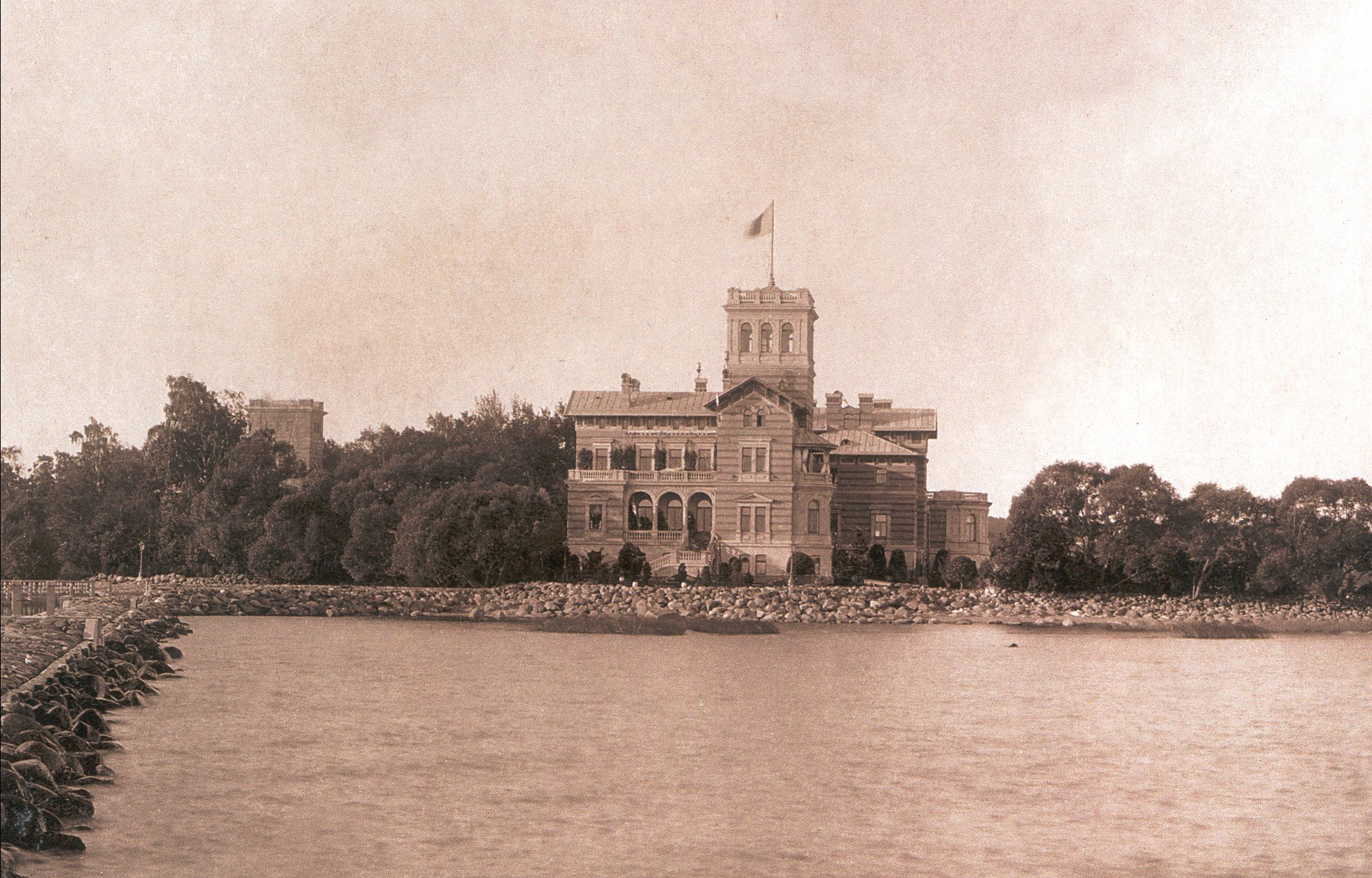
Le palais inférieur en 1900.

Le palais inférieur (en russe : Нижняя дача), également connu sous les noms de nouveau palais (en russe : иногда Новым) et de villa Baboon (en français : villa babouin), est la dernière résidence impériale construite dans le parc Alexandria, à Peterhof, en Russie. Largement endommagé durant la Seconde Guerre mondiale et détruit par les autorités soviétiques en 1961, il n'en reste plus aujourd'hui que des ruines mais un projet vise à le reconstruire.

## Histoire
Commandé par le tsar Alexandre III, le palais inférieur est construit entre 1883 et 1885 par l'architecte Anthony Tomishko dans un style italien. Profondément remanié à la demande de Nicolas II en 1895-1897, le palais devient l'une des résidences préférées du nouveau souverain. C'est là que naît le tsarévitch Alexis en 1904 et c'est également là que le tsar écrit le manifeste qui fait entrer la Russie dans la Première Guerre mondiale en 1914.
Après la Révolution de 1917, le palais est nationalisé et ouvert au public. Très endommagé par les combats en 1944, il est finalement détruit en 1961 par les autorités soviétiques, qui craignent de le voir devenir un lieu de pèlerinage pour les nostalgiques de la monarchie. 
Un projet de reconstruction du palais serait en cours.